# Động đất Tokyo 1894
Động đất Tokyo 1894 (明治東京地震 Meiji-Tokyo jishin) là trận động đất xảy ra vào lúc 14:04 (JST), ngày 20 tháng 6 năm 1894. Trận động đất có cường độ 7.0 richter, tâm chấn độ sâu khoảng 50-80 km. Không có cảnh báo sóng thần cho trận động đất này. Hậu quả trận động đất đã làm 31 người chết, 157 người bị thương.

## Sách tham khảo
Katsumata, Akio; Hashida, Toshihiko; Mikami, Naoya (1999), "Source Parameters of the Tokyo Earthquake in Meiji Era (1894)", Zisin (Journal of the Seismological Society of Japan), 2nd series, 52: 81–89, doi:10.4294/zisin1948.52.1_81